# Auguste Van De Verre
Auguste Van De Verre – belgijski łucznik, dwukrotny mistrz olimpijski.
Van De Verre startował na Letnich Igrzyskach Olimpijskich 1920 w Antwerpii.  Podczas tych igrzysk sportowiec sklasyfikowany został w czterech konkurencjach i w dwóch zdobył złote medale olimpijskie (duży ptak drużynowo i mały ptak drużynowo). Ponadto zajmował ostatnie szóste miejsce zarówno w strzelaniu do „dużego” jak i „małego ptaka”. Wszystkie te konkurencje były jednak słabo obsadzone; w konkurencjach indywidualnych startowało tylko sześciu Belgów, a w zawodach drużynowych tylko drużyna Belgii (wyniki w konkurencjach drużynowych były liczone na podstawie wyników indywidualnych).